# Edgerrin James
Pour les articles homonymes, voir James.
Pro Football Hall of Fame 2020
(en) Statistiques sur pro-football-reference
Edgerrin James, né le 1er août 1978 à Immokalee (Floride), est un joueur américain de football américain qui évolue au poste de running back.
Il a joué 11 saisons dans la National Football League (NFL) pour les Colts d'Indianapolis (1999 à 2005), les Cardinals de l'Arizona (2006 à 2008) et les Seahawks de Seattle (2009).

## Biographie

### Carrière universitaire
Il effectue sa carrière universitaire avec l'équipe des Hurricanes de Miami. Il est le seul running back des Hurricanes à avoir fait plus de 1 000 yards à la course pendant deux saisons consécutives.

### Carrière professionnelle
Il est choisi à la 4e position lors de la draft 1999 de la NFL par les Colts d'Indianapolis. Pour sa première saison il est nommé débutant offensif de l'année dans la NFL. James est aussi le deuxième débutant à dépasser les 2 000 yards après Eric Dickerson.
En 2000, il est le meilleur running back de NFL au nombre de yards à la course (1 709).
En 2006, il rejoint les Cardinals de l'Arizona. Après la mort de sa petite amie d'une leucémie en avril 2009, il demande aux Cardinals de le libérer, qui acceptent sa demande.
Il annonce sa retraite sportive le 26 juillet 2011. Il a dépassé quatre fois les 1 500 yards à la course durant sa carrière professionnelle.

## Palmarès
- Pro Bowl :  1999, 2000, 2004, 2005

## Statistiques
| Année              | Équipe                 | MJ                 |       | Courses | Courses | Courses | Courses |       | Passes réceptionnées | Passes réceptionnées | Passes réceptionnées | Passes réceptionnées |  | Fumbles | Fumbles |
| Année              | Équipe                 | MJ                 | Nb.   | Yards   | Moy.    | TD      | Nb.     | Yards | Moy.                 | TD                   | Nb.                  | Perdus               |  |         |         |
| 1999               | Colts d'Indianapolis   | 16                 | 369   | 1 553   | 4,2     | 13      | 62      | 586   | 9,5                  | 4                    | 8                    | 4                    |  |         |         |
| 2000               | Colts d'Indianapolis   | 16                 | 387   | 1 709   | 4,4     | 13      | 63      | 594   | 9,4                  | 5                    | 5                    | 5                    |  |         |         |
| 2001               | Colts d'Indianapolis   | 6                  | 151   | 662     | 4,4     | 3       | 24      | 193   | 8                    | 0                    | 3                    | 2                    |  |         |         |
| 2002               | Colts d'Indianapolis   | 14                 | 277   | 989     | 3,6     | 2       | 61      | 354   | 5,8                  | 1                    | 4                    | 2                    |  |         |         |
| 2003               | Colts d'Indianapolis   | 13                 | 310   | 1 259   | 4,1     | 11      | 51      | 292   | 5,7                  | 0                    | 5                    | 3                    |  |         |         |
| 2004               | Colts d'Indianapolis   | 16                 | 334   | 1 548   | 4,6     | 9       | 51      | 483   | 9,5                  | 0                    | 6                    | 2                    |  |         |         |
| 2005               | Colts d'Indianapolis   | 15                 | 360   | 1 506   | 4,2     | 13      | 44      | 337   | 7,7                  | 1                    | 2                    | 1                    |  |         |         |
| 2006               | Cardinals de l'Arizona | 16                 | 337   | 1 159   | 3,4     | 6       | 38      | 217   | 5,7                  | 0                    | 3                    | 3                    |  |         |         |
| 2007               | Cardinals de l'Arizona | 16                 | 324   | 1 222   | 3,8     | 7       | 24      | 204   | 8,5                  | 0                    | 5                    | 0                    |  |         |         |
| 2008               | Cardinals de l'Arizona | 13                 | 133   | 514     | 3,9     | 3       | 12      | 85    | 7,1                  | 0                    | 2                    | 2                    |  |         |         |
| 2009               | Seahawks de Seattle    | 7                  | 46    | 125     | 2,7     | 0       | 3       | 19    | 6,3                  | 0                    | 1                    | 0                    |  |         |         |
| Totaux en carrière | Totaux en carrière     | Totaux en carrière | 3 028 | 12 246  | 4       | 80      | 433     | 3 364 | 7,8                  | 11                   | 44                   | 24                   |  |         |         |